# Pasta con i cannolicchi
La pasta con i cannolicchi o pasta con le capelonghe o pasta coi cannelli o pasta co' coltellacci in dialetto viareggino, è un piatto di mare diffuso in Veneto, Romagna e lungo la costa toscana.. 
Per questa ricetta si usano in Romagna gli strozzapreti o i tagliolini, in Veneto e Toscana gli spaghetti.

## Origine
Tradizionalmente i cannolicchi (coltellacci) venivano raccolti a seguito della straccatura. 
Ciò accadeva quando, ad esempio a seguito di forti libecciate, i frutti di mare venivano spiaggiati dalle onde. 

## Preparazione
Aprire e pulire i coltellacci e tritarli grossolanamente.
Fare uno sfritto di aglio e peperoncino, aggiungere i coltellacci e far ritirare a fuoco vivace.
Aggiungere il vino bianco e farlo ritirare, aggiungere il pomodoro a pezzi e il sale. Coprire e lasciar cuocere lentamente.
Saltare la pasta (cotta a parte) nel sugo ed eventualmente aggiungere prezzemolo e pepe. 